# Regeringen Thorbjørn Jagland
Regeringen Thorbjørn Jagland var Norges regeringen mellem 25. oktober 1996 og 17. oktober 1997. Regeringen var en ren Arbeiderpartiet mindretalsregering, også kaldet "Det norske hus".
| Portefølje                                 | Minister                    | Periode                               | Parti |
| ------------------------------------------ | --------------------------- | ------------------------------------- | ----- |
| Statsminister                              | Thorbjørn Jagland           |                                       | Ap    |
| Udenrigsminister                           | Bjørn Tore Godal            |                                       | Ap    |
| Minister for Ulandsbistand                 | Kari Nordheim-Larsen        |                                       | Ap    |
| Finans- og Toldminister                    | Jens Stoltenberg            |                                       | Ap    |
| Planlægningsminister                       | Terje Rød-Larsen            | – 28. november 1996                   | Ap    |
| Planlægningsminister                       | Bendik Rugaas               | 29. november 1996 –                   | Ap    |
| Forsvarsminister                           | Jørgen Kosmo                |                                       | Ap    |
| Fiskeriminister                            | Karl Eirik Schjøtt-Pedersen |                                       | Ap    |
| Socialminister                             | Hill-Marta Solberg          |                                       | Ap    |
| Sundhedsminister                           | Gudmund Hernes              |                                       | Ap    |
| Transport- og Kommunikationsminister       | Sissel Rønbeck              |                                       | Ap    |
| Kommunal- og Arbejdsminister               | Kjell Opseth                |                                       | Ap    |
| Erhvervs- og Energiminister                | Grete Faremo                | – 17. december 1996                   | Ap    |
| Erhvervs- og Energiminister                | Ranveig Frøiland            | 18. december 1996–30. december 1996   | Ap    |
| Erhvervsminister                           | Grete Faremo                | 30. december 1996–                    | Ap    |
| Justits- og Politiminister                 | Anne Holt                   | – 3. februar 1997                     | Ap    |
| Justits- og Politiminister                 | Jørgen Kosmo                | 10. januar 1997 – 3. februar 1997     | Ap    |
| Justits- og Politiminister                 | Gerd Liv Valla              | 4. februar –                          | Ap    |
| Administrationsminister                    | Sylvia Brustad              | – 14. november 1996                   | Ap    |
| Administrationsminister                    | Terje Rød-Larsen            | 15. november 1996 – 28. november 1996 | Ap    |
| Administrationsminister                    | Bendik Rugaas               | 29. november 1996 – 30. december 1996 | Ap    |
| Børne- og Familieminister                  | Sylvia Brustad              |                                       | Ap    |
| Landbrugsminister                          | Dag Terje Andersen          |                                       | Ap    |
| Miljøminister                              | Thorbjørn Berntsen          |                                       | Ap    |
| Kirke-, Uddannelses- og Forskningsminister | Reidar Sandal               |                                       | Ap    |
| Kulturminister                             | Turid Birkeland             |                                       | Ap    |
| Erhvervs- og Handelsminister               | Grete Knudsen               | 1. januar 1997 –                      | Ap    |
| Olie- og Energiminister                    | Ranveig Frøiland            | 1. januar 1997 –                      | Ap    |